# Vance Joy
James Gabriel Keogh (Melbourne, 1 de diciembre de 1987), más conocido por su nombre artístico Vance Joy, es un cantante y compositor australiano, célebre por su sencillo «Riptide», que tuvo notoriedad en varios países como Australia, Reino Unido y Estados Unidos, entre otros, al obtener posiciones favorables en sus clasificaciones de éxitos musicales en 2013, 2014 y 2015.
En 2014, lanzó su primer álbum Dream Your Life Away, que entró en la posición número 1 del listado de álbumes Australia, y en las veinte primeras posiciones de la lista de álbumes británica y en la Billboard 200 de Estados Unidos respectivamente. En 2015, ganó el galardón mejor artista masculino en los ARIA Music Awards.

## Primeros años
Nacido el 1 de diciembre de 1987 en Melbourne, Australia, como James Keogh. Creció en los sectores de Murrumbeena y Glen Iris de su ciudad natal. Su padre se dedica a la comercialización de computadoras y su madre, es una profesora de inglés de secundaria. Tiene un hermano mayor, quien también es un profesional en abogacía. Joy a una temprana edad aprendió a tocar el piano. Estudió en la St Kevin's College en Melbourne, donde vio clases con el músico Chet Faker. A los catorce años comenzó a tocar la guitarra y también a cantar, después de empezar a realizar versiones de temas. Cuenta que comenzó a escribir canciones interesantes alrededor de 2009.
Joy en su adolescencia tenía una pasión por el fútbol; entre 2008 y 2009 jugó veintiocho partidos en el club de fútbol de Coburg de la Liga de Fútbol Victoriana —o VFL, por sus siglas de Victorian Football League—; fue reconocido como el mejor novato su primer año en el equipo, pero renunció al fútbol para enfocarse en una carrera musical. Obtuvo en la Universidad de Monash una Licenciatura en Artes y en Derecho respectivamente; aunque, necesitó un año de prácticas para convertirse en un abogado plenamente cualificado.

## Carrera musical

### 2012-2016: Comienzos y éxito internacional con «Riptide»
A principios de 2012, Joy se residenció junto con un amigo en el sector de Brunswick, en los suburbios de Melbourne. Los domingos solía realizar actuaciones en las noches de micrófono abierto con canciones de su autoría en un cafetín por el área de Chapel Street en Melbourne con un ukelele. Cuando comenzó a llevar a cabo actuaciones musicales de forma profesional, adoptó su nombre artístico «Vance Joy» de un personaje cómico del libro Bliss, del autor australiano Peter Carey, para mostrar a sus compañeros que en realidad estaba centrado en su carrera musical y además porque su apellido era difícil de pronunciar para algunas personas. A mediados de 2012, integró una banda y en octubre del mismo año llevaron a cabo su primer concierto. Para el año 2013, Joy firmó un contrato discográfico con la compañía australiana Liberation Music, y posteriormente, al llevar a cabo una actuación en el South by Southwest (SXSW) captó  la atención de los cazatalentos Craig Kallman y Stefan Max, de Atlantic Records, y firmó otro acuerdo de edición para la distribución de sus obras discográficas en todos los países, con la excepción de Australia y Nueva Zelanda.

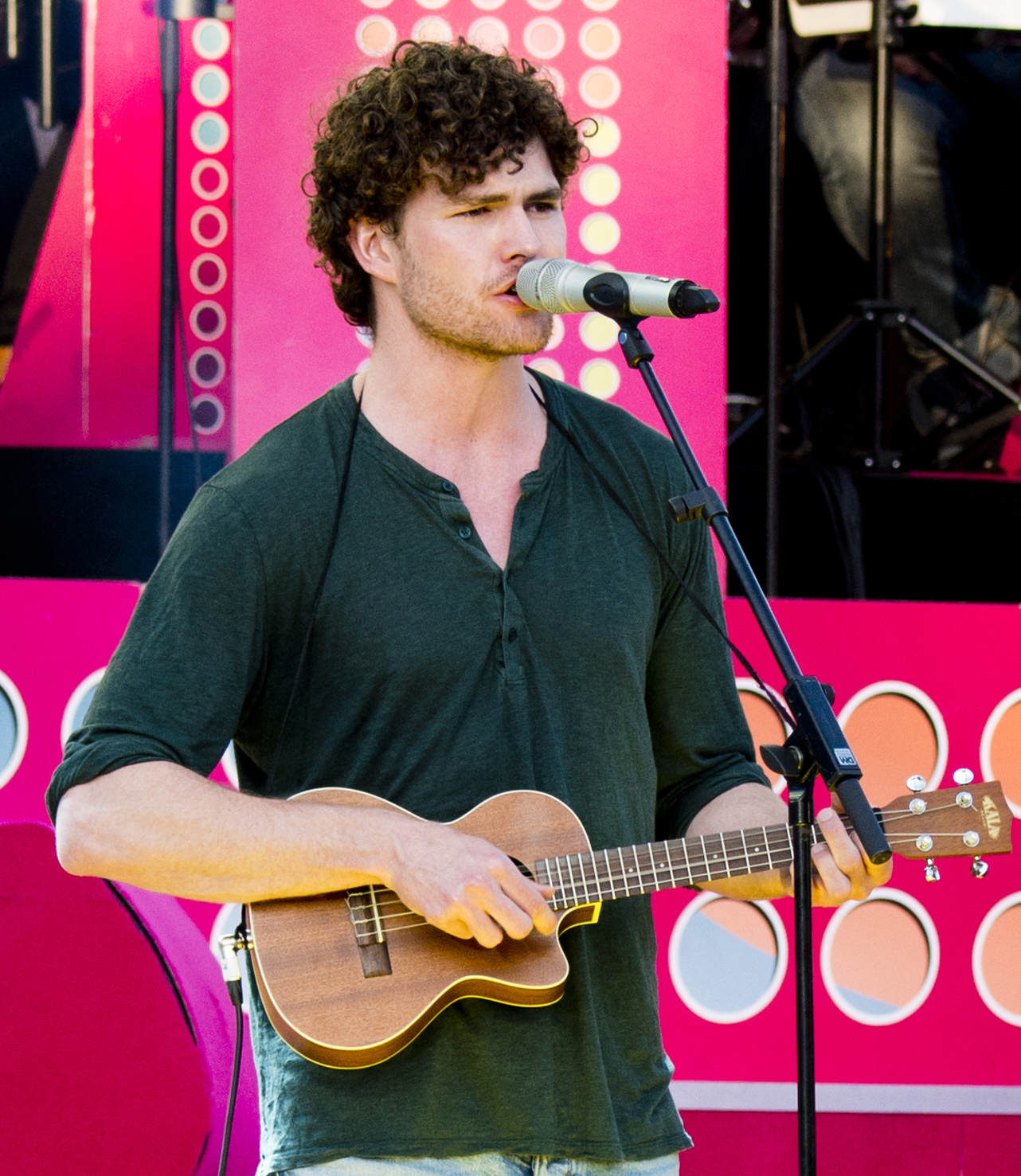
Joy en una actuación musical en Suecia en 2014.

A finales de marzo de 2013, Joy lanzó su EP debut God Loves You When You're Dancing, seguido de la publicación del sencillo «Riptide». Canción que según el artista, empezó a componer en 2008, a los veintiún años, pero desistió ya que pensaba que «era demasiado simple»; sin embargo, años más tarde al escribir nuevos acordes decidió fusionar ambas composiciones, y al recibir buenos comentarios por parte de sus familiares luego de compartirla en Facebook, decidió finalizar «Riptide» en 2012. Para promocionarlo, Joy pagó la producción de un videoclip con un dinero que había ahorrado de trabajar en un centro de llamadas. El tema inicialmente se convirtió en un éxito en Australia al entrar en la posición 6 de la lista de sencillos australiana, y pasó cinco semanas entre las diez principales de dicho listado y para mayo de 2015 la Australian Recording Industry Association (ARIA) anunció que había perdurado ciento siete semanas sucesivas entre las cien posiciones del ranking de sencillos australiana, lo que convirtió a Joy en el primer artista que logró dicho hito. En el informe de ventas discográficas de la ARIA de 2013 en Australia, «Riptide» figuró como el sencillo australiano más vendido del año y el segundo con más descargas continuas, y en reconocimiento a sus ventas en Australia la ARIA lo certificó cinco veces platino, lo que equivale a 350 000 unidades vendidas. En 2013, «Riptide» figuró como el tema más popular del año en la encuesta anual realizada por la radio australiana Triple J.
«Riptide» también tuvo un éxito internacional al ingresar a las 
veinte principales de los ránquines de popularidad de Austria, Alemania, Irlanda, Canadá, Suiza y Suecia, respectivamente. El también tuvo éxito otros mercados populares como en británico, donde se situó en el puesto 10 de la lista de sencillos británica, y para finales de 2014, apareció como la canción número cuarenta y dos más vendida de referido año, de acuerdo con el informe de la Official Charts Company. En 2014, el sello Atlanctic, para crear interés en el público Norteamérico, lanzó un nuevo videoclip de «Riptide» en el que aparecía la cara del intérprete. En Estados Unidos, «Riptide» entró en la número 30 del Hot 100 y la 2 del Hot Rock Songs, de Billboard, y en reconocimiento a sus ventas en dicho territorio la Recording Industry Association of America (RIAA) lo certificó tres veces platino.
Desde finales de mayo hasta inicios de junio de 2014, Joy actuó como telonero para una gira musical de Lissie por los Estados Unidos. Posteriormente entre julio y agosto del mismo año sirvió como acto de apertura para la gira musical Departures Tour de Bernard Fanning por Australia. En julio de 2014, se llevó a cabo la publicación del segundo sencillo del disco, «Mess Is Mine», que entró en el puesto número 33 del ranking de sencillos de Australia. El 5 de septiembre de 2014, el artista puso en venta su álbum debut Dream Your Life Away a través de las compañías discográficas Liberation Music y Atlantic; consta de trece temas, producidos en su mayoría por Ryan Hadlock. Dream Your Life Away ingresó en la posición del lista de álbumes de Australia, y también obtuvo posiciones favorables en los ránquines de éxito de Reino Unido y Estados Unidos al situarse en el puesto 20 de la lista de álbumes británica y en la 17 del Billboard 200 respectivamente. La RIAA certificó oro a Dream Your Life Away por sus ventas en los Estados Unidos. El editor Mike Wass, de Idolator.com, ubicó a Dream Your Life Away en el puesto nueve del listado de los diez mejores álbumes de 2014; el disco fue nominado al álbum internacional del año para los Premios Juno de 2016. El 17 de octubre de 2014, Joy se embarcó en una gira titulada Dream Your Life Away World Tour por Norteamérica para promocionar su álbum debut, la cual culminó el 28 de noviembre en Los Ángeles, California.

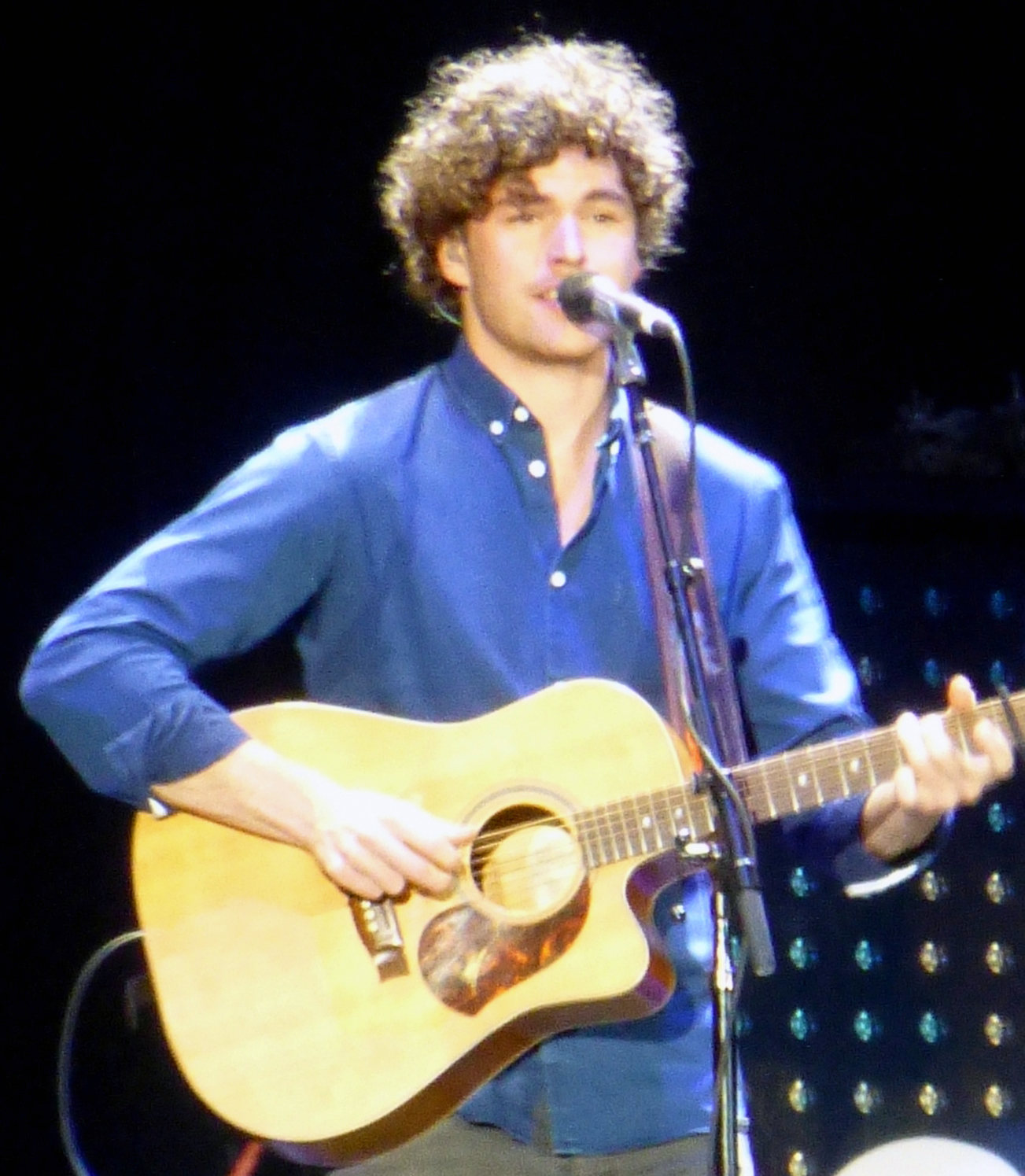
Joy haciendo el acto de apertura para la gira The 1989 World Tour de Taylor Swift en Detroit en 2015.

En noviembre de 2014, Taylor Swift anunció que Joy sería su acto de apertura en su gira musical The 1989 World Tour en América del Norte, Reino Unido y Australia. A mediados de mayo de 2015, interpretó «Riptide» a dúo con Quentin Alexander durante la decimocuarta y temporada final de American Idol, y en marzo se lanzó «Georgia», junto con un videoclip, que tuvo un éxito moderado en Australia al entrar en la posición 15 de su respectivo listado de popularidad musical. Joy compuso un tema titulado «Great Summer» para la banda sonora del filme Ciudades de papel (en inglés, Paper Towns), un videoclip del tema fue publicado en julio de 2015 y cuenta con la participación de Cara Delevingne y Nat Wolff.
A finales de julio de 2015, el intérprete lanzó «Fire and the Flood» como un corte para la reedición de su álbum debut. El tema se convirtió en segundo sencillo de Joy que se situó entre los diez principales del ranking de sencillos de Australia. En agosto de 2015 actuó en el festival de Coachella en Indio, California, y en los MTV Video Music Awards 2015 estuvo nominado al premio artista para vigilar. A finales de 2015, en los ARIA Music Awards, Joy ganó el premio mejor artista masculino por su álbum Dream Your Life Away, y también optó a otros seis galardones entre los que incluye álbum del año y canción del año. En los MTV Europe Music Awards 2015 fue candidato al galardón mejor artista australiano. En enero de 2016, cantó el tema «Fire and the Flood» en el programa Jimmy Kimmel Live!, y a mediados del mismo mes inició en Vancouver, Canadá una gira titulada The Fire and the Flood Tour de cuarenta fechas por América del Norte, que culminó el 1 de abril en Boston, Estados Unidos.

### 2017-2020: Nation of Two y Live at Red Rocks Amphitheater

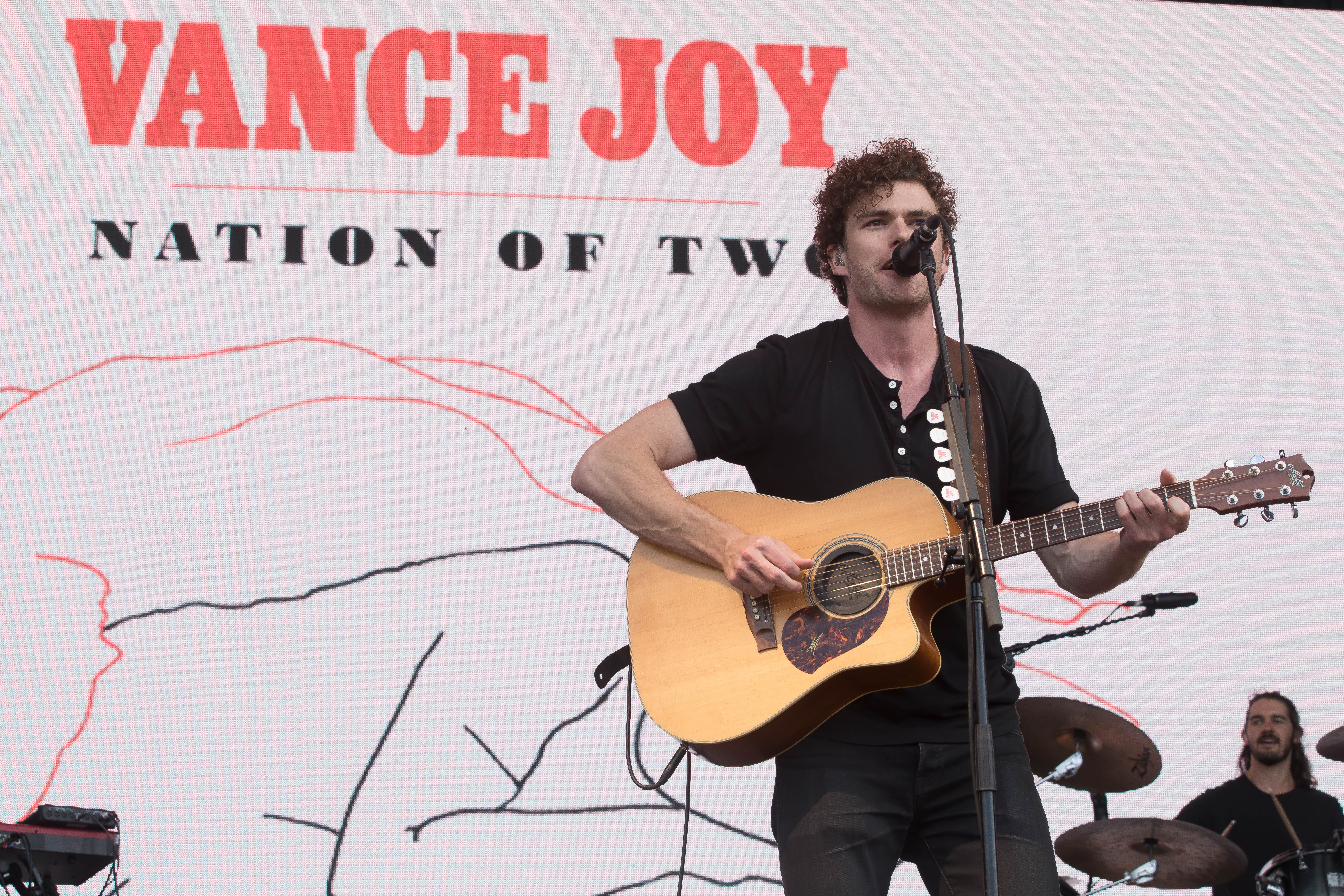
Joy durante su gira Nation of Two World Tour en 2018.

En julio de 2017, Joy publicó como el primer sencillo de su segundo álbum el tema «Lay It All on Me», que fue nominado en la categoría Canción del año en los ARIA Music Awards de 2018. En noviembre de ese año, lanzó la canción «Like Gold» como segundo sencillo, que alcanzó el puesto 14 en las listas australianas. La canción recibió la certificación de disco de oro por la ARIA en 2019. El 12 de enero de 2018, Vance lanzó «We're Going Home» como tercer sencillo, que fue escrita mientras Joy realizaba el acto de apertura en la gira mundial The 1989 World Tour en 2015. El 1 de febrero del mismo año, Joy publicó «Saturday Sun» como el cuarto sencillo, que según él se inspiró en las playas que se encuentran a lo largo de la Ruta Estatal de California en Los Ángeles.
El último sencillo publicado antes del lanzamiento de su segundo álbum, fue «Call If You Need Me», que fue lanzado al mercado el 11 de febrero de 2018 y apareció en la lista de Billboard Hot Rock & Alternative Songs. Joy lanzó su segundo álbum de estudio titulado Nation of Two el 23 de febrero de 2018. El álbum debutó en la posición número 1 en Australia, logrando obtener una certificación de oro y fue galardonado como Mejor álbum contemporáneo para adultos	en los ARIA Music Awards de 2018. El 21 de septiembre de ese año, lanzó una versión remasterizada de la canción «I'm With You» y fue el sexto sencillo de su álbum, que fue certificado disco de platino por la ARIA. En noviembre de ese mismo año, Vance lanzó un álbum en vivo titulado Live at Red Rocks Amphitheatre. A su vez, durante todo ese año se embarcó en su propia gira mundial llamada Nation of Two World Tour.
En 2019, Joy fue el encargado de realizar el acto de apertura en el Beautiful Trauma World Tour, la gira mundial de la cantante estadounidense Pink. En agosto de ese año, finalizó su participación en el tour y decidió poner en pausa su carrera musical para descansar.

### 2021-presente: Regreso
A finales de enero de 2021, Vance publicó junto al músico Benny Blanco y dj estadounidense Marshmello la canción «You» como su nuevo sencillo luego de haberse tomado un año y medio de descanso.
El 20 de mayo del 2021, Joy lanzó el sencillo «Missing Piece», que se escuchó por primera vez en un episodio de la temporada 17 de la serie Grey's Anatomy. Poco después, la canción recibió la certificación de oro en Australia.

## Arte

### Influencias y voz
Joy recibió influencias musicales de su padre, quien solía escuchar música de The Whitlams, The Pogues, The Police y Paul Kelly.[cita requerida] Él recuerda que cuando niño solía oír Whatever and Ever Amen de Ben Folds Five; cita a Paul Kelly, Ben Folds Five, The Police, Johnny Flynn y Conor O’Brien, de la banda Villagers, como sus mayores influencias musicales. Admira al vocalista Brandon Flowers, de la banda The Killers. Joy en su adolescencia se aficionó con la banda Metallica, y recuerda que el primer álbum que compró fue Savage Garden del dúo homónimo.
El título de su álbum debut, Dream Your Life Away, está inspirado en una línea de la canción «Watching the Wheels» de John Lennon. 
Joy tiene una voz de tenor.

## Discografía
- Dream Your Life Away (2014)
- Nation of Two (2018)
- In Our Own Sweet Time (2022)

## Giras musicales
Anfitrión
- Dream Your Life Away Tour (2013-14)
- The Fire and the Flood Tour (2016)
- Nation of Two World Tour (2018)

Telonero
- The 1989 World Tour (2015) de Taylor Swift
- Beautiful Trauma World Tour (2019) de Pink